# Epuraea excisicollis
Epuraea excisicollis är en skalbaggsart som beskrevs av Edmund Reitter 1872. Epuraea excisicollis ingår i släktet Epuraea, och familjen glansbaggar. Enligt den svenska rödlistan är arten otillräckligt studerad i Sverige. Arten förekommer i Götaland. Artens livsmiljö är skogslandskap, jordbrukslandskap, stadsmiljö.